# Mark Venturini
Mark D. Venturini (ur. 10 stycznia 1961 w Elmhurst, zm. 14 lutego 1996 w Los Angeles) – amerykański aktor, znany głównie z ról w filmach „klasy B”. Zmarł w 1996 roku w wieku 35 lat na białaczkę.

## Filmografia
- Piątek, trzynastego V: Nowy początek (Friday the 13th Part V: A New Beginning, 1985) jako Victor „Vic” Faden
- Powrót żywych trupów (The Return of the Living Dead, 1985) jako samobójca
- Nieustraszony (Knight Rider, 1985) jako Keith Lawson
- Napisała: Morderstwo (1987) jako Leon Bigard
- Bestseller (Best Seller, 1987) jako ochroniarz
- Charles in Charge (1987–1988) jako Herman Holloway
- Moto Diabły (Nam Angels, 1989) jako Bonelli
- Falcon Crest (1990) jako Wielki John
- Mikey (1992) jako detektyw Reynolds
- Space Rangers (1993) jako porucznik
- Renegat (1993)
- Out-of-Sync (1995) jako Nut